# Garci Rodríguez de Montalvo
Garci Rodríguez de Montalvo, també escrit Garci-Rodríguez de Montalvo, (c. 1450 - c. 1505) fou un escriptor castellà del Pre-renaixement. En algunes edicions antigues se cita el seu nom, sembla que incorrectament, com Garci Gutiérrez o Garci Ordóñez de Montalvo

## Biografia
És molt poc el que es coneix d'aquest autor. Va néixer en l'últim terç del regnat de Juan II. Va ser fill de Juan Gutierre de Medina, i va pertànyer al distingit llinatge dels Pollino, un dels set que governaven la ciutat de Medina del Campo. Va tenir diversos fills, entre ells Pedro Vaca, Juan Vaca Montalvo i Francisco Vaca.
S'ha dit que era d'origen jueu converso, però sembla una afirmació qüestionable donat el fet que el seu nom apareix com a caballero hidalgo en la relació d'habitants de Medina del Campo que van enviar soldats als Reis Catòlics, i aquesta definició fa difícil que pogués ser d'origen jueu.
Probablement va participar en la Guerra de Successió de Castella i va acudir les campanyes inicials de les Guerres de Granada, formant part del regiment militar de la seva ciutat. Va ser aficionat a la caça de falconeria i va compartir els ideals polítics dels Reis Catòlics. Segons Pascual de Gayangos i Narciso Alonso Cortés, va ser armat cavaller pels Reis Catòlics el 1482 per haver intervingut en la defensa d'Alhama amb un grup d'altres "cavallers vells de Sant Joan i Santiago". Alonso Cortés afegeix que el seu nom figura en el Padró d'Alhama, un llistat de cavallers oriünds de Medina del Campo.
Va ser regidor de Medina del Campo en l'última dècada del segle xv, segons apareix citat en les actes de l'ajuntament de 1476, amb el nom de Garci Rodríguez de Montalvo el Viejo per distingir-li de el Mozo, que era el seu net, com també era regidor el seu germà Diego Ruiz de Montalvo. En 1497 va haver-hi un plet en la Chancillería de Valladolid contra un personatge amb el seu mateix nom (ell o el seu net) i un tal Jerónimo de Virués, veïns de Medina del Campo, per adulteri; van ser sentenciats a desterrament de Valladolid per dos mesos. Al pròleg del seu llibre Amadís de Gaula ell mateix es defineix com a virtuós cavaller i regidor. A l'edició de 1508, la primera conservada, s'indica com a autor a Garci Rodríguez de Montalvo, però en les següents es pot trobar el seu nom escrit com Garci Ordóñez de Montalvo:
Aqui comiéça el primero libro del efforçado y virtuofo cauallero Amadis fijo del rey Perion de Gaula y de la reina Elisena; el qual fue corregido y emendado por el honrado y virtuofo cauallero Garci Ordoñez de Montalvo regidor de la noble villa de Medina del Campo.
L'edició de 1525 del llibre Las sergas de Esplandián, un llibre continuació de l'Amadis, torna a adjudicar-se a Garci Rodríguez de Montalvo, però no així l'edicions posteriors dels quatre primers llibres, incloent-hi edicions fins al segle xix.
El 30 de juny de 1502 va ser testimoni en un matrimoni secret celebrat al Castell de Conca entre María de Fonseca i el Marquès del Cenete, Rodrigo de Mendoza, un fet aleshores il·legal.
És possible que algun poblet de la diòcesi de Conca estigués vinculat a Montalvo, puix que sembla conèixer molt bé la Serranía de Cuenca quan descriu la cova de la bruixa Urganda la Desconeguda.
Malgrat que s'ha postulat com a data de la seva mort la de l'any 1505, recents estudis de Ramos Nogueres i Emilio Sales Dasí consideren que va poder sobreviure a la primera publicació de l'Amadís de Gaula, l'edició coneguda més antiga del qual va aparèixer a Aragó el 1508, encara que podria no haver sigut la primera realitzada de les adjudicades a Garci Rodríguez de Montalvo.

## Obra
Va adaptar i va renovar des dels anys 1480 i fins al voltant de 1495 els tres primers llibres del primitiu Amadís de Gaula, un text possiblement escrit en portuguès entre els segles xiii i xiv, durant el regnat de Sanç IV de Castella, que es considera avui perdut o conservat amb prou feines en fragments, i va afegir un quart llibre, per crear així l'única versió de la història del llibre de cavalleries Amadís de Gaula que avui es coneix completa, impresa a Saragossa en 1508, i amb un final diferent al de la versió primitiva (en la primitiva, Esplandián, fill d'Amadís, lluitava amb ell sense conèixer-ho i el matava). Va escriure, a més, una continuació, Las sergas de Esplandián (1510), que constitueix el cinquè llibre del cicle d'Amadís i al qual es relaten els fets del fill primogènit d'Amadís.
El llibre constitueix una obra mestra de la literatura d'aventures medievals i imita lliurement les novel·les del cicle bretó, donant àmplia cabuda als elements meravellosos i fantàstics. Comença amb el naixement d'Amadís, fill bastard i abandonat en una barca del rei Perión de Gaula i de la reina Elisena d'Anglaterra. Després descriu la seva criança es produeix a casa de l'escuder Gandales d'Escòcia, ignorant el seu origen. Els seus amors amb la sense igual princesa Oriana, la cerimònia en què és armat cavaller, el reconeixement dels seus pares, l'encanteri d'Amadís en el palau de Arcalaus i el seu desencanteri, el combat amb el seu germà Galaor, la prova de l'Arc, la penitència que amb el nom de Beltenebros realitza en la Penya Pobra, el combat i triomf amb el monstre Endriago a l'illa del Diable i el matrimoni final. Interrompen l'acció nombrosos episodis secundaris tangencials, als quals apareixen altres personatges importants, com la protectora de l'heroi, la bruixa Urganda la Desconeguda, a la qual ningú pot reconèixer perquè sempre canvia d'aparença. Les seves aventures transcorren a diverses zones d'Europa, per la qual cosa manca d'arrels nacionals.
Com a cavaller perfecte, Amadís representa un model de codi de l'honor i un arquetip d'alt valor didàctic i social, i les seves aventures transcorren en un ambient d'idealisme sentimental.
Garci Rodríguez de Montalvo té l'honor, sense pretendre-ho, d'haver donat nom a una àmplia regió del continent americà, ja que un dels llocs imaginaris que apareix en l'obra de Las sergas de Esplandián, una illa denominada Ínsula Califòrnia, va aconseguir notorietat quan els conqueridors espanyols van imposar el seu nom a la que avui és una àmplia regió de Mèxic i dels Estats Units.